# Kamenický potok (přítok Tisové)
Kamenický potok je drobný potok, levostranný přítok potoka Tisová ve Slavkovském lese v okrese Sokolov v Karlovarském kraji. Délka toku měří 2 km.

## Průběh toku
Potok pramení ve Slavkovském lese v nadmořské výšce 740 metrů na západním svahu kopce V kamenitém (777 m) při horním okraji Kamenice, místní části města Březová. Vesnicí protéká severozápadním směrem, který se pod vesnicí krátce mění na severní a poté opět na severozápadní. Pokračuje až k Březové a nedaleko okraje její zástavby se vlévá zleva do potoka Tisová. 